# Hiroki Iikura
Hiroki Iikura (jap. 飯倉 大樹 Iikura Hiroki; ur. 1 czerwca 1986) – japoński piłkarz występujący na pozycji bramkarza. Obecnie występuje w Yokohama F. Marinos.

## Kariera klubowa
Od 2005 roku występował w klubach Yokohama F. Marinos i Roasso Kumamoto.